# Каммаки
Каммаки (яп. 上牧町 Каммаки-тё:) — посёлок в Японии, находящийся в уезде Китакацураги префектуры Нара. Площадь посёлка составляет 6,14 км², население — 22 852 человека (1 августа 2014), плотность населения — 3721,82 чел./км².

## Географическое положение
Посёлок расположен на острове Хонсю в префектуре Нара региона Кинки. С ним граничат город Касиба и посёлки Одзи, Каваи, Корё.

## Население
Население посёлка составляет 22 852 человека (1 августа 2014), а плотность — 3721,82 чел./км². Изменение численности населения с 1980 по 2005 годы:
| 1980 | 16 452 чел. |  |
| 1985 | 18 826 чел. |  |
| 1990 | 21 336 чел. |  |
| 1995 | 23 811 чел. |  |
| 2000 | 24 005 чел. |  |
| 2005 | 24 953 чел. |  |

## Символика
Деревом посёлка считается подокарп крупнолистный, цветком — лилия.